# 基翁加三角

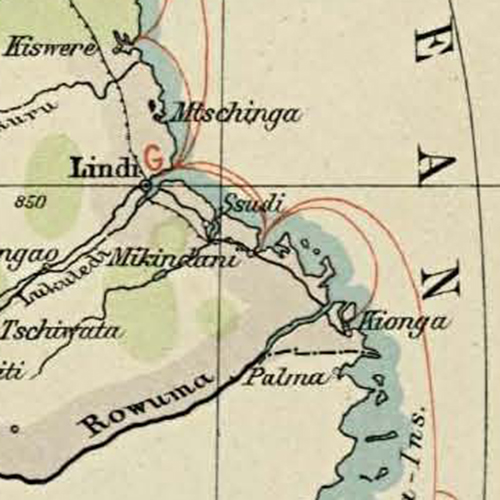
在现代德国地图上显示的基翁加三角区

基翁加三角（德語：Kionga-Dreieck）是德属东非的一个属地，位于鲁伏马河口。而鲁伏马河是德属东非与葡属莫桑比克之间的边界，而基翁加三角区是德国东非在鲁伏马河以南的唯一的领土。其主要定居点是基翁加，1910年时当地有4,000人口。它于1894年成为德国的属地，但在第一次世界大战期间于1916年4月被葡萄牙所控制。 战后的《凡尔赛条约》重申葡萄牙于战间的控制和统治，最后，该河是当时由英国控制的坦噶尼喀和葡萄牙的莫桑比克之间的边界。基翁加三角是该条约授予葡萄牙的唯一领土。
今天，基翁加三角区是莫桑比克德尔加杜角省的一部分。

## 延伸阅读
- Thomas, H. B., "The Kionga Triangle", Tanganyika Notes and Records Volume 31 1951, pages 47–50.